# Mátsik György
Mátsik György (Szombathely, 1925. november 11. – Budapest, 2017. december) ügyész, a MÉH Tröszt vezérigazgatója. Jelentősebb ismertségre a Mansfeld-perben tett szert.
| Kattints az alábbi külső linkek egyikére! | Kattints az alábbi külső linkek egyikére!        |
| ----------------------------------------- | ------------------------------------------------ |
| Nem található szabad kép.(?)              |                                                  |
| külső link · jogvédett                    | Mátsik György 2015-ben Mátsik Györgyné temetésén |

## Munkássága
A Legfőbb Ügyészség nyilvántartása szerint Mátsik György 1957-ben szerzett jogi végzettséget és 1957-től 1968 végéig dolgozott az ügyészi szervezetben.
Az 1956-os szabadságharc és forradalmat követő megtorlások során bizonyítottan legalább 27 fogvatartottra kért ügyészként halálos ítéletet. Jellemzően olyan büntetőeljárásokban képviselte a vádhatóságot, melyek közemberek és nem politikailag kiemelt fontosságú személyek ellen folytak. A diktatúrát korlátlanul kiszolgáló ügyészként a kiskorú Mansfeld Péter és társai ellen folytatott perben amellett érvelt, hogy a politikai, államellenes bűncselekményeknél nem számít, hogy az elkövető felnőtt-e vagy kiskorú.
1968 végén kérelmére a budapesti MÉH-hez került osztályvezetői beosztásba. Az 1980-as évek közepére a MÉH tröszt vezérigazgatója, egyúttal a Magyar Úszószövetség egyik vezetője vált. 2017 végén halt meg.

## Felelősségrevonása a rendszerváltást követően
Felelősségrevonása a rendszerváltást követően nem történt meg. 2012 júliusában két országgyűlési képviselő, Murányi Levente és Szilágyi György, továbbá Mansfeld László, a néhai Mansfeld Péter bátyja és a Magyar Politikai Foglyok Szövetsége jelentette fel Mátsik Györgyöt több rendbeli szándékos emberölés, több rendbeli szándékos súlyos testi sértés, több rendbeli kényszervallatás, több rendbeli jogellenes fogva tartás és több rendbeli bűnpártolás ügyében. A Központi Nyomozó Főügyészség szeptember 6-án kelt határozatában bűncselekmény hiányában elutasította a feljelentést.